# Blepisanis hovorkai
Blepisanis hovorkai är en skalbaggsart som först beskrevs av Teocchi och Henri L. Sudre 2009.  Blepisanis hovorkai ingår i släktet Blepisanis och familjen långhorningar.
Artens utbredningsområde är Kenya. Inga underarter finns listade.